# Selman Abraham Waksman
Selman Abraham Waksman (22. srpnja 1888. – 16. kolovoza 1973.) bio je 
židovsko-američki biokemičar i mikrobiolog.
1952.g. dobio je Nobelovu nagradu za fiziologiju ili medicinu u čast svoga otkrića "streptomicina" prvog antibiotika, koji je bio učinkovit protiv tuberkuloze.  

## Životopis
Selman Waksman je rođen u židovskoj obitelji, u malenom selu Pryluky, u blizini Kijeva, u tadašnjem Ruskom Carstvu. U SAD je emigrirao 1910.g., a šest godina kasnije postao je naturalizirani državljanin SAD-a.
Nakon školovanja na sveučilištu Rutgers i sveučilištu Berkeley, postao je profesor na sveučilištu Rutgers. Tamo je otkrio brojne antibiotike: aktinomicin, klavacin, streptotricin, streptomicin, grisein, neomicin, fradicin, kandicidin, kandidin. Dva, streptomicin i neomicin, su pronašla široku primjenu u liječenju brojnih zaraznih bolesti. Streptomicin je bio prvi antibiotik koji se koristio za liječenje tuberkuloze. Selman Waskman je i skovao naziv antibiotik.
Pokopan je u gradu Woods Hole, Massachusetts.  

## Vanjske poveznice
- Nobelova nagrada: Selman Waksman  Arhivirana inačica izvorne stranice od 2. prosinca 2001. (Wayback Machine)